# Prandtl-Glauert-Transformation
Die Prandtl-Glauert-Transformation oder Prandtl-Glauert-Regel (auch Prandtl-Glauert-Ackeret'sche Regel) beschreibt eine Näherungsfunktion, mit der aerodynamische Vorgänge miteinander verglichen werden können, die bei unterschiedlicher Mach-Zahl stattfinden.

## Mathematische Formulierung
Da sich bei Unterschallströmungen mit zunehmender Geschwindigkeit Kompressibilitätseffekte der Luft bemerkbar machen, sind die aerodynamischen Kennwerte mit einem Faktor zu multiplizieren. Die folgende Formel zeigt dies am Beispiel des Druckbeiwerts cp in Abhängigkeit vom Druckbeiwert cp0 einer inkompressiblen Strömung:
{\displaystyle c_{p}={\frac {c_{p0}}{\sqrt {|1-{\mathit {Ma}}^{2}|}}}}
wobei {\displaystyle {\mathit {Ma}}} die Mach-Zahl ist.
Diese Regel gilt nicht im Geschwindigkeitsbereich {\displaystyle 0{,}7\leq {\mathit {Ma}}\leq 1{,}3} und ebenso wenig bei hypersonischen Strömungen ({\displaystyle {\mathit {Ma}}>3}).

## Historie
Ludwig Prandtl hatte eine derartige Korrektur zwar öfter in Lehrveranstaltungen vorgestellt, die erste echte Veröffentlichung geschah aber 1928 durch Hermann Glauert. Daher wird diese Regel als Prandtl-Glauert-Regel bezeichnet.
Die Einführung dieser Gleichungen ermöglichte die Auslegung von Flugzeugen für höhere Geschwindigkeiten im Unterschallbereich. Später wurde diese Regel von Jakob Ackeret zur heute üblichen Form, die auch im Überschallbereich gilt, erweitert.

## Singularität
Die Gleichung weist im o. g. ungültigen Bereich um die Schallgeschwindigkeit eine Singularität auf, bei der der Strömungswiderstand theoretisch gegen unendlich geht. Diese Singularitätsstelle wird auch als Prandtl-Glauert-Singularität bezeichnet. In Wirklichkeit werden zwar aerodynamische und thermische Störungen in der Nähe der Schallgeschwindigkeit überproportional verstärkt und breiten sich quer zur Strömungsrichtung sehr weit aus, eine Singularität tritt aber nicht auf. 
Trotzdem wird diese theoretische Singularität fälschlicherweise zur Erklärung von realen Phänomenen bei Schallgeschwindigkeit herangezogen (siehe Wolkenscheibeneffekt).